# Cruel & Delicious
Cruel & Delicious is het vijfde album van de band Fatso Jetson. De band gaf het album uit op het label van Josh Homme, Rekords Rekords.

## Tracklist
| nr. | titel                  | duur |
| --- | ---------------------- | ---- |
| 1   | Pleasure Bent          | 3:52 |
| 2   | Drinkin' Mode          | 1:31 |
| 3   | Light Yourself On Fire | 4:59 |
| 4   | Died In California     | 3:03 |
| 5   | Heavenly Hearse        | 4:20 |
| 6   | Ton O Luv              | 2:27 |
| 7   | Pig Hat Smokin'        | 1:49 |
| 8   | Superfrown             | 4:25 |
| 9   | Iron Chef              | 4:07 |
| 10  | Sunshine Enema         | 2:24 |
| 11  | Party Pig              | 2:43 |
| 12  | Stranglers Blues       | 3:21 |
| 13  | Mountains Of Debt      | 3:35 |

Track nummer 6 is een cover van de band "Devo".

## Bandleden
- Mario Lalli - Zang en gitaar
- Larry Lalli - Basgitaar
- Vince Meghrouni - Harmonica en saxofoon
- Tony Tornay - Drums en maakte de foto voor de cover.
- Jesse Hughes - Zang en gitaar
- Schneebie - Orgel, elektrische piano en zang